# Sagalassa homotona
Sagalassa homotona is een vlinder uit de familie Brachodidae. De wetenschappelijke naam van de soort is voor het eerst geldig gepubliceerd in 1892 door Charles Swinhoe.